# Belagerung und Erstürmung von Weprik
1. Phase: Schwedische Dominanz (1700–1709)
Dänischer Kriegsschauplatz (1700)
Humlebæk • Tönning I 
Livländ./ Estnischer Kriegsschauplatz (1700–1708)
Riga I • Jungfernhof • Varja • Pühhajoggi • Narva • Petschora • Düna • Rauge • Erastfer • Hummelshof • Embach • Tartu • Narva II • Wesenberg I • Wesenberg II
Ingermanländ./ Finnischer Kriegsschauplatz (ab 1701)
Archangelsk • Ladogasee • Nöteborg • Nyenschanz • Newa • Systerbäck • Petersburg • Wyborg I • Porvoo • Newa II • Koporje II • Kolkanpää
Litauisch-weißrussischer Kriegsschauplatz (1702–1706)
Vilnius • Saladen • Jakobstadt • Gemauerthof • Mitau • Grodno I • Olkieniki • Njaswisch • Klezk • Ljachawitschy
Polnischer Kriegsschauplatz (1702–1706)
Klissow • Pułtusk • Thorn • Lemberg • Warschau • Posen • Punitz • Tillendorf • Rakowitz • Praga • Fraustadt • Kalisch 
Russischer Kriegsschauplatz (1708–1709)
Grodno II • Golowtschin • Moljatitschi • Rajowka • Lesnaja • Desna • Baturyn • Koniecpol • Weprik • Opischnja • Krasnokutsk • Sokolki • Poltawa I • Poltawa II
2. Phase: Schweden in der Defensive (1710–1721)
Baltischer und Finnischer Kriegsschauplatz (bis 1714)
Riga II • Wyborg II • Pernau • Kexholm • Reval • Hogland • Pälkäne • Storkyro • Nyslott • Hanko 
Schwed./Norwegischer Kriegsschauplatz (1710–1721)
Helsingborg • Køge-Bucht • Bottnischer Meerbusen • Frederikshald I • Dynekilen-Fjord • Göteborg I • Strömstad • Trondheim • Frederikshald II • Marstrand • Ösel • Göteborg II • Södra Stäket • Grönham • Sundsvall
Norddeutscher Kriegsschauplatz (1711–1716)
Elbing • Wismar I • Lübow • Stralsund I • Greifswalder Bodden I • Stade • Rügen • Gadebusch • Altona • Tönning II • Stettin • Fehmarn • Wismar II • Stralsund II • Jasmund • Peenemünde • Greifswalder Bodden II • Stresow 
Die Erstürmung von Weprik am 7. Januar 1709 war eine militärische Intervention des Russlandfeldzugs von Karl XII. im Großen Nordischen Krieg. Die Belagerung des ukrainischen Dorfes Weprik durch die schwedische Armee dauerte vom 24. Dezember 1708 bis zum 7. Januar 1709 und endete in der Erstürmung der kosakischen Festung. Am 7. Januar stürmten 3.000 Schweden die Festung ohne Erfolg. Nur der Mangel an Nahrungsmitteln und Munition brachten den Kommandanten dazu am nächsten Morgen zu kapitulieren.

## Im Vorfeld
| \| Belagerung von Weprik \| |
| Lage des Schlachtfeldes     |
| Belagerung von Weprik       |

Zar Peter I. sollte durch einen direkten Feldzug auf seine Hauptstadt Moskau ausgeschaltet werden. Dieses Vorhaben entwickelte sich jedoch äußerst ungünstig für die Schweden, da die russischen Streitkräfte konsequent die Taktik der verbrannten Erde anwendeten und so dem schwedischen Heer Versorgungsnöte bereiteten. Der Vormarsch des 1707 begonnenen Russlandfeldzugs Karl XII. kam nach der Niederlage bei Lesnaja endgültig ins Stocken. Das Feldzugsziel Karls XII., von Sewerien aus entlang der Straße von Kaluga nach Moskau zu marschieren, sobald sich die Versorgungslage des Heeres verbesserte, war durch die bei Lesnaja verloren gegangene Versorgungsheer nicht mehr erreichbar.
Karl nahm daher Zuflucht zu einer neuen Strategie: Er war bereits seit längerem in Kontakt mit dem Hetman der ukrainischen Kosaken, Iwan Masepa. Im Dongebiet war im Herbst 1707 der Bulawin-Aufstand der Kosaken und Bauern ausgebrochen, der sich gegen die Zarenherrschaft richtete und von Peter I. rigoros niedergeschlagen wurde. Masepa war beim Zaren in Ungnade gefallen; er betrachtete dies als einen Verstoß Russlands gegen den Vertrag von Perejaslaw. Seitdem suchte er einen Weg, die Ukraine aus der russischen Umklammerung zu lösen. Dazu versprach er dem Schwedenkönig, dass er ihn mit einer 100.000 Mann starken Armee unterstützen würde, wenn die Schweden in die Ukraine vorrückten. Karl XII. marschierte daraufhin gegen den Rat seiner Generäle in die Ukraine. Doch die erwartete Verstärkung durch die Kosaken blieb aus; die Russen hatten eine Armee unter General Menschikow entsandt, dessen Truppen Masepas Hauptstadt Baturyn besetzten und ohne Federlesen viele seiner Unterstützer töteten, wobei auch 6000–7500 Opfer unter der Zivilbevölkerung zu beklagen waren. So konnte Masepa nur einen kleinen Teil der versprochenen Männer bereitstellen, zunächst 3.000, später 15.000 Mann. Karl verbrachte den Winter in der Ukraine, immer noch zuversichtlich, seine Ziele im nächsten Jahr zu erreichen.
Der November und Dezember des Jahres 1708 waren sehr streng. In den vorausgegangenen Truppenbewegungen der russischen und schwedischen Armeen starben viele Soldaten durch die Kälte. Als das schwedische Hauptheer um Hadjatsch in Wartestellung ging und den vermeintlichen Angriff der russischen Armee abwartete, verloren innerhalb von zwei Tagen fast 1000 schwedische Soldaten Gliedmaßen durch Erfrierungen oder starben an der Kälte.
Trotz dieser schwierigen Bedingungen verließ der schwedische König mit seiner Armee am 23. Dezember Hadjatsch in Richtung Weprik. In der Nähe der Kosakenstadt stand der Generalleutnant Carl Ewald von Rönne mit seinem Kavalleriekorps. Nachdem dieser drei Bataillone an die Festung abgegeben hatte, zog er sich mit seinen Truppen nach Osten zurück.
Karl XII. ließ einige Regimenter zur Belagerung zurück und zog mit der Hauptarmee nach Zenkjow weiter, um Quartier zu beziehen, kehrte aber nach wenigen Tagen zurück.

## Die Stadt Weprik
Die Festung war in der Art einer Redoute angelegt, von viereckiger Form mit sehr groß dimensionierten Ausmaßen, welches die Verteidigung erschwerte. Die Festungsartillerie war nur gering an der Zahl. Zur Zeit der schwedischen Belagerung waren nur noch drei funktionsfähige Feldgeschütze in der Redoute. Die Verteidigungswälle waren in einem sehr schlechten Zustand und Bastionen waren nicht vorhanden. Ein Teil des Verteidigungswalles bestand nur aus einem aufgeworfenen Erdhügel, auf dem sich die Verteidiger aus Schanzkörben kleinere Brustwehren gebaut hatten. Dieser Teil der Wallanlage wurde beim Eintreffen der Schweden eilig mit großen Mengen an Wasser übergossen. Durch den entstandenen dicken Eispanzer waren die Erdwälle nicht mehr für die Angreifer zu erklimmen. Im weiteren Umfeld, wo sich das Terrain verflachte, war eine durchgängige hölzerne Barrikade erbaut worden.
Der Graben um die Befestigung war sehr flach und im Dezember 1708 komplett mit Schnee gefüllt, so dass er für die schwedische Infanteristen keine Hürde darstellte.

## Die Belagerung
Der Kommandant der Festung, ein schottischer Oberst mit dem Namen Ferber, wurde aufgefordert die Festung zu übergeben, im Fall einer Ablehnung drohten die Schweden die Festung zu stürmen und den Kommandanten am Stadttor aufzuhängen. Der Kommandant lehnte die Kapitulationsaufforderung ab und forderte den schwedischen König auf, die Festung im Kampf zu erobern.
Die kleine Festung sollte nun am hellen Tage gestürmt werden. Die schwedischen Offiziere sahen in den Verteidigern keinen ernstzunehmenden Gegner. König Karl XII. übertrug Generalmajor Stackelberg die Leitung des Angriffes. Dieser ließ die Truppen in drei Treffen einteilen. Die östliche Seite der Festung sollte von Oberst Graf Jakob Sperling und seinen 600 Mann angegriffen werden. Die linke Seite sollte der Oberst Frietzky mit der gleichen Stärke an Fußvolk und das Haupttor der Oberst Albedyll mit 600 abgesessenen Dragonern angreifen.
Dieser Angriff sollte zeitgleich erfolgen. Da die Truppen von Sperling und Frietzky längere Wege zu ihren Angriffspunkten zurück zulegen hatten und Albedyll nicht warten wollte, stürmte dieser bereits eigenmächtig das Haupttor und erreichte, dass dieses zur Hälfte geöffnet wurde. Der konzentrierte Angriff auf das Tor erlaubte es dem Kommandanten, Truppen von den Wällen als Verstärkung zum Haupttor zu schicken. Das darauffolgende schwere Gewehrfeuer der Russen ließ die Dragoner unter schweren Verlusten zurückweichen. In der Folge waren diese Regimenter nicht mehr in der Lage, den Kampf fortzusetzen. Nach der Verteidigung des Tores wurden die herannahenden schwedischen Regimenter, welche vollkommen ungedeckt über die Steppe heran marschierten, unter Feuer genommen. Der Kommandant befahl seiner Artillerie, besonderes auf die Offiziere und die schwedischen Soldaten zu schießen, welche die Sturmleitern trugen. Die schwedische Artillerie, die den Verteidigungswall säubern sollte, agierte so unbeholfen, dass die abgeschossenen Kanonenkugeln an der eisbedeckten Höhe abprallten und auf die eigenen Infanteristen zurollten und diesen somit noch mehr Probleme bereiteten. Dennoch gelang es einigen Soldaten, die Sturmleitern anzulegen und zu besteigen. Sie wurden mit Steinen und Hölzern sowie siedendem Wasser übergossen und stürzten die Leitern hinunter. Einige Wenige erreichten die Oberseite der Wallanlage, wurden aber größtenteils durch Bajonette und Gewehrkugeln getötet. Den ganzen Tag traten die Soldaten des Königs in insgesamt drei Versuchen zum Sturm auf die Festung an. Erst als der dritte Angriff ebenfalls von den Russen abgewehrt wurde, ließ der schwedische König zum Rückzug blasen. Es wurde dann ein Waffenstillstand ausgehandelt, um die Verwundeten vom Schlachtfeld zu tragen.

## Die Verluste
Am Abend des Angriffes waren bei den Schweden über 1000 Tote oder Verwundete zu beklagen. Darunter waren auch die Oberste Jakob und Caspar Sperling, der Oberst Frietzky, Oberstleutnante Mörner und Liljegren, die Gebrüder Gyldenstolpe sowie viele andere schwedische Offiziere. Durch das gezielte Beschießen der Offiziere waren die Verluste bei den Offizieren im Vergleich zu anderen Angriffen dieser Zeit sehr hoch.

## Die Kapitulation
Noch an diesem Abend forderte der schwedische König im Namen eines seiner Generäle den Kommandanten auf, die Festung zu übergeben, sonst werde man am folgenden Tag erneut gegen die Festung angehen. Dem Kommandanten müsse doch klar sein, dass er bei aller Tapferkeit die Festung nicht halten könne. Außerdem werde man die Besatzung gut behandeln und diese könne auch ihr Eigentum behalten, andernfalls würde man nach der Einnahme der Festung alle Verteidiger töten, angefangen mit dem Kommandanten.
Nach eigenem Ermessen hielt es der Kommandant für ratsam die Festung zu übergeben und um Pardon für seine Untergebenen zu bitten. Dieses wurde ihm gewährt. Des Weiteren durfte er in Anerkennung seiner Tapferkeit bei der Verteidigung seinen Degen weiterhin tragen.

## Die Folgen
Karl XII. zog sich voller Missmut und innerer Unruhe über das Erreichte und Verlorene nach Hadjatsch zurück. Die Eroberung von Hadjatsch und Weprik hatte den König viele Offiziere und fast 7000 Mann gekostet. Außerdem hatten viele schwedische Soldaten durch die extreme Kälte schwere Erfrierungen erlitten.
Die russische Besatzung der Festung ging komplett in schwedische Kriegsgefangenschaft, der ausgehandelte freie Abzug wurde den Russen nicht gewährt. Die Beute war sehr gering. Nur vier Kanonen und sehr wenige Vorräte fielen den Schweden in die Hände. Die Stadt wurde am 9. Januar auf den direkten Befehl des Königs hin niedergebrannt und die Festung in der Folge geschleift.
Die schweren Verluste konnte der schwedische König nur schwer ausgleichen. Außerdem konnte er sich nicht mehr nach Polen zurückziehen. In seinem Rücken hatten sich bereits zwei russische Armeekorps formiert und verfolgten den Schwedenkönig. Der Marsch durch Russland ging weiter in Richtung Krasnokursk. Während der Weitermarsches wurden die Schweden immer wieder von berittenen Kosaken angegriffen.